# Поль Зюмтор
Поль Зюмтор (фр. Paul Zumthor; 5 березня 1915–1995) — швейцарський історик і філолог-медієвіст.

## Біографія
Викладав в Амстердамі (1952—1967), Парижі (Університет Париж-VIII, 1968—1971), Єлі, Монреалі (1971—1980).
Автор кількох книг віршів та прози.

## Наукові інтереси
Спеціальність Зюмтора — насамперед історія культури, словесності, мови. За теоретичними позиціями він був близьким до семіотики. Важливими та стимулюючими для світової науки стали його роботи про значення усного виконання («голосу») та колективного слухового сприйняття для становлення поетики середньовічної словесності, систематичну реконструкцію якої він зробив у кількох фундаментальних монографіях.

## Монографії
- Merlin le prophète. Un thème de la littérature polémique, de l'historiographie et des romans (1943, докторська дисертація)
- Antigone ou l'espérance (1945)
- Victor Hugo poète de Satan (1946)
- Saint Bernard de Clairvaux (1947, у співавторстві з Альбером Бегеном)
- Positions actuelles de la linguistique et de l'histoire littéraire (1948)
- Lettres de Héloïse et Abélard (1950)
- Abréviations composées (1951)
- L'Inventio dans la poésie française archaïque (1952)
- Miroirs de l'Amour. Tragédie et Préciosité (1952)
- Histoire littéraire de la France médiévale (VIe-XIVe siècles) (1954)
- Charles le Chauve (1957)
- La griffe, Paris (1957)
- Précis de syntaxe du français contemporain (1958, у співавторстві з Вальтером фон Вартбургом)
- La Vie quotidienne en Hollande au temps de Rembrandt (1960, англ. пер. 1962)
- Les Contrebandiers (1962)
- Langue et techniques poétiques à l'époque romane (XIe — XIIIe siècles) (1963)
- Guillaume le Conquérant et la civilisation de son temps (1964)
- Roman et Gothique: deux aspects de la poésie médiévale (1966)
- Нарис середньовічної поетики / Essai de poétique médiévale (1972); русявий. переклад під назвою «Досвід побудови середньовічної поетики» (СПб., 2003)
- Langue, texte, énigme (1975)
- Anthologie des grands rhétoriqueurs (1978)
- Le Masque et la lumière (1978)
- Parler du Moyen âge (1980, англ. пер. 1986)
- Введення в усну поезію / Introduction à la poésie orale (1983, англ. пер. 1990)
- Поезія та голос у цивілізації Середньовіччя/ La Poésie et la Voix dans la civilisation médiévale (1984)
- Ігри пам'яті: аспекти середньовічної мнемотехніки / Jeux de mémoire: aspects de la mnémotechnie médiévale (1986, у співавторстві)
- Midi le Juste (1986, вірші)
- La Fête des fous (1987, роман)
- Літера та голос/ La Lettre et la Voix (1987)
- Point de fuite (1989)
- Écriture et nomadisme: entretiens et essais (1990)
- La Traversée (1991)
- La mesure du monde (1993)
- La Porte à côté (1994)
- Fin en Soi (1996, вірші)
- Babel ou l'inachèvement (1997)

## Визнання
Член кількох наукових академій, почесний професор низки університетів. Орден Почесного Легіону (Франція), Орден «За заслуги перед Італійською Республікою», Національний орден Квебеку (1992). Премія Квебек-Париж (1991).